# 石佛寺国际玉城
33°4′47.78″N 112°9′21.36″E / 33.0799389°N 112.1559333°E
石佛寺国际玉城位于有“中华玉都”之称的河南省镇平县石佛寺镇。国际玉城始建于2007年12月28日，东西长约1300米，南北宽约640米，占地面积约1300亩，总建筑面积100万平方米。国际玉城的整体以明清风格设计，南北以石佛寺的寺院为轴心，东西以玉神阁为中心线，呈东西南北的对称布局，总体形态好似一座聚宝盆，寓意招财进宝。

## 图库
- 玉城正门
- 玉城门市
- 各式建筑
- 国际玉城